# USS Needlefish (SS-379)
USS Needlefish (SS-379) miał być okrętem podwodnym typu Balao, jedynym okrętem United States Navy, którego nazwa pochodzi od belonowatych. Jego budowa została przerwana 29 lipca 1944, przed położeniem stępki.